# Cerkiew św. Michała Archanioła w Holeszowie (1927–1938)
Cerkiew św. Michała Archanioła – prawosławna cerkiew, istniejąca w Holeszowie w latach 1927–1938.
Cerkiew powstała w 1927, poprzez dostawienie przybudówki do dzwonnicy – jedynej ocalałej po I wojnie światowej części starszej świątyni z przełomu XVII i XVIII wieku. W tym samym roku hieromnich Filaret (Solarski) zaczął odprawiać nabożeństwa w świątyni, od 1915 nieczynnej z braku duchowieństwa. Polskie władze administracyjnie nie wydały zgody na powołanie w Holeszowie parafii, jednak tolerowały aktywność nieetatowych duchownych. W Holeszowie żyło wówczas 797 osób wyznania prawosławnego, w okolicznych miejscowościach łącznie 1671. W 1932 metropolita warszawski i całej Polski Dionizy erygował w Holeszowie samodzielną parafię, jednak jej funkcjonowanie nie zostało usankcjonowane przez administrację województwa lubelskiego.
13 lipca 1938, w ramach akcji polonizacyjno-rewindykacyjnej, wpisującej się w szerszą politykę rewindykacji cerkwi, cerkiew w Holeszowie została zburzona przez grupę strażaków eskortowanych przez policję i wojsko. Burzący siłą wypędzili z budynku miejscowego duchownego, który nie chciał opuścić cerkwi oraz pobili mnicha Eulogiusza, który przybył z monasteru św. Onufrego w Jabłecznej w celu udzielenia przewidywanego na ten dzień ślubu. W obronie niszczonej świątyni wystąpiły miejscowe kobiety, dzięki którym wyniesiono z niej ikonostas, część dużych ikon, Ewangeliarz i chorągwie cerkiewne.
Po zburzeniu cerkwi w Holeszowie miejscowa ludność prawosławna urządziła kaplicę domową w budynku miejscowej szkoły. Ikonostas ze zburzonej świątyni przekazano do cerkwi we Włodawie.